# Звання військового духовенства Другої польської республіки

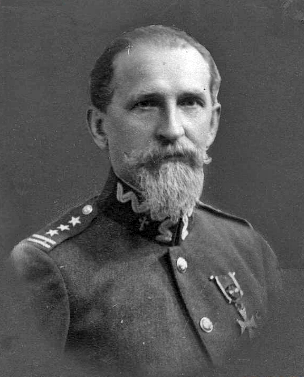
О. Мартиш Василь в строї протопресвітера

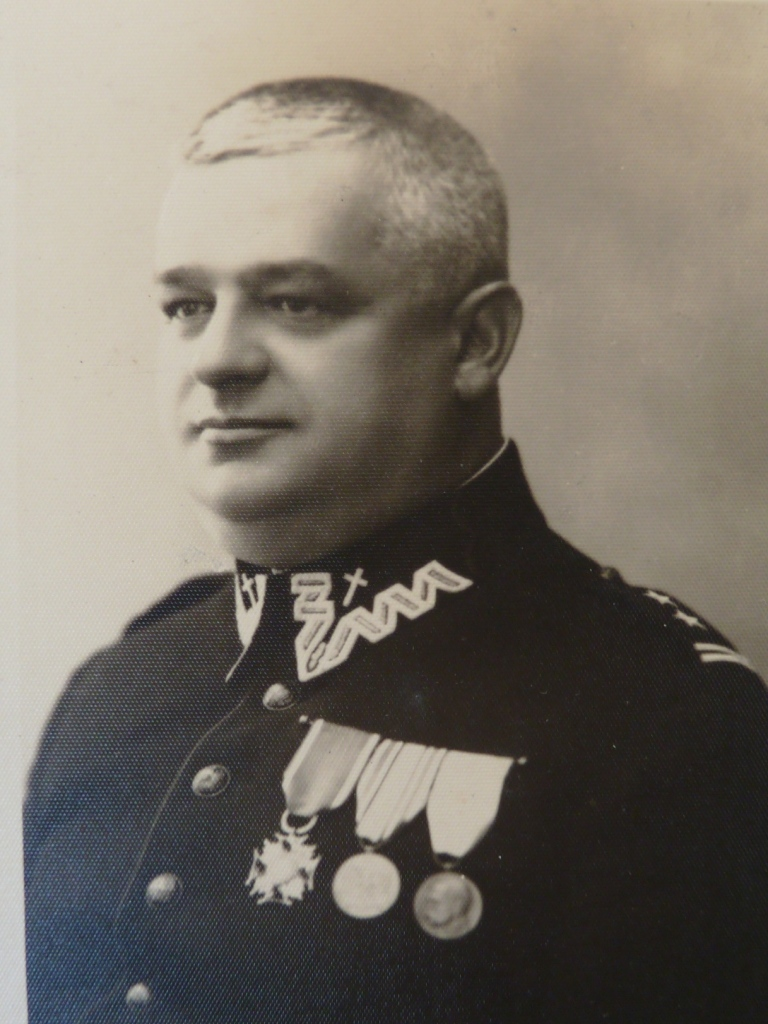
О. Віктор Шилкевич у строї пароха

Титули військового духовенства ІІ РП — звання духовенства Війська Польського Другої польської республіки.

## Нормативна база
18 січня 1919 р. головний комендант Юзеф Пілсудський видав два декрети, якими «наказав такий ієрархічний порядок духовенства у Війську Польському:
- польовий єпископ,
- головний капелан — заступник польового єпископа,
- декан генерального округу,
- дивізійний пастор,
- капелан полку або прирівняної до нього військової частини».

і «наступний призов духовенства до польського війська, відповідно до рангу:
- польовий єпископ — генерал-лейтенант,
- головний капелан (польовий офіцер, заступник єпископа) — генерал-підпоручник другого рангу,
- декан генерального округу — полковник,
- благочинний військово-морського округу — полковник,
- регент польової консисторії — полковник, (…)
- дивізійний протоігумен — майор, (…)
- полковий капелан — капітан, (…)»[1][2]. Декрет вперше передбачав військове служіння некатолицьких конфесій[2].

Стаття 5 Закону від 23 березня 1922 р. «Про основні права та обов'язки офіцерів Війська Польського» встановлювала офіцерський корпус Війська Польського, який складався з офіцерів різних штабних корпусів:
1. піхотного офіцерського корпусу
2. корпусу офіцерів-вершників
3. артилерійського офіцерського корпусу
4. інженерно-саперного офіцерського корпусу
5. корпусу авіаційних офіцерів
6. корпусу офіцерів зв'язку
7. корпусу залізничних офіцерів
8. автомобільного офіцерського корпусу
9. корпусу офіцерів рухомого складу
10. корпусу офіцерів жандармерії
11. корпусу офіцерів управління
12. корпусу судових службовців
13. санітарного корпусу
14. корпусу інтендантських офіцерів
15. офіцерського корпусу збройних сил
16. корпусу офіцерів-географів
17. ветеринарного офіцерського корпусу
18. корпусу адміністративних офіцерів

Окремий особовий корпус був сформований з генералів.
Стаття 6 згаданого закону передбачала, що «офіцерський корпус польських збройних сил включає, крім офіцерів, перелічених у статті 5, військове духовенство і морських офіцерів, про яких йдеться в окремих законах».
13 липня 1922 року головнокомандувач маршал Юзеф Пілсудський видав декрет «Про встановлення назв звань військового духовенства». Військова влада надала духовенству право носити військову форму та офіцерські відзнаки на погонах і кашкетах. Як тільки цей декрет був оприлюднений (8 серпня 1922 року), обидва декрети від 18 січня 1919 року втратили чинність.
3 травня 1922 р. Начальник держави і Головнокомандувач, перший маршал Польщі Юзеф Пілсудський декретом L. 19400/O.V. затвердив «Перелік старшинських звань і рангів професійної армії», до якого було включено також військове духовенство.
Офіцерський щорічник за 1923 р. опублікував старшинський список офіцерів запасу, затверджений президентським декретом L. 39000.V.E.23 від 8 січня 1924 р. До списку входило також військове духовенство.
| Армія             | Римо-католицька та греко-католицька конфесія | Православна конфесія | Євангельські конфесії  | Мойсеєва віра            |
| ----------------- | -------------------------------------------- | -------------------- | ---------------------- | ------------------------ |
| Генерал-майор     | польовий єпископ                             | -                    | -                      | -                        |
| бригадний генерал | генеральний декан                            | -                    | -                      | -                        |
| полковник         | декан                                        | протопресвітер       | старший                | головний рабин           |
| підполковник      | парафіяльний священник                       | декан                | парафіяльний священник | старший рабин 1-го класу |
| майор             | старший капелан                              | старший капелан      | старший капелан        | старший рабин II класу   |
| капітан           | капелан                                      | капелан              | капелан                | рабин                    |

Стаття 2 Указу Президента Республіки Польща від 12 березня 1937 р. «Про військовий обов'язок і військову службу офіцерського складу» передбачала, що офіцери складають офіцерський корпус збройних сил. Офіцерський корпус збройних сил складається з кадрового корпусу армії і флоту, а також до офіцерського корпусу армії і флоту належить військове духовенство. У § 4 вищезгаданої статті було вказано делегування для Президента Республіки Польща, який окремим декретом мав визначити права та обов'язки військового духовенства. До початку Другої світової війни відповідні правові акти не були видані.
Згідно зі списком військового духовенства, опублікованим у «Офіцерському щорічнику», у 1932 році на дійсній службі перебувало 130 священнослужителів, зокрема: Римо-католицька та греко-католицька церква:
- польовий єпископ — 1
- генеральний декан — 0
- декани — 9
- парафіяльні священники — 15
- старші капелани — 26
- капелани — 36
- резервні капелани, призвані на дійсну службу — 21

Православна конфесія:
- протопресвітер — 1
- декан Православного корпусного округу — 1 (декан VIII корпусного округу)
- старші православні капелани — 2 (декани I та III корпусних округів)
- православні капелани — 8 (декани II, V, VI та VII корпусних округів та керівники пастирських дільниць в I, V, VIII та IX корпусних округах)

Євангельське Аугсбурзьке віросповідання:
- сеньйор — 1 (священник у відставці, залишений на дійсній службі)
- євангельські пастори корпусних округів — 2 (керівник Головного пасторського управління та пастор VIII корпусного округу)
- старший євангельський капелан — 1 (пастор VI корпусного округу)
- євангельський капелан — 1 (пастор III корпусного округу)
- резервні євангельські капелани, призвані на дійсну службу — 2 (парафіяльні священники V та IX корпусних округів)

Євангельська реформатська конфесія:
- мтарший євангельський капелан — 1 (пастор VIII корпусного округу)

Юдаїзм:
- мтарший рабин II класу — 1 (виконувач обов'язків керівника Головного пастирського управління)
- рабин — 1 (рабин I, III та V корпусних округів)
- резервний рабин, призваний на дійсну службу — 1 (рабин II та IX корпусних округів)[10].

## Мусульманська релігія

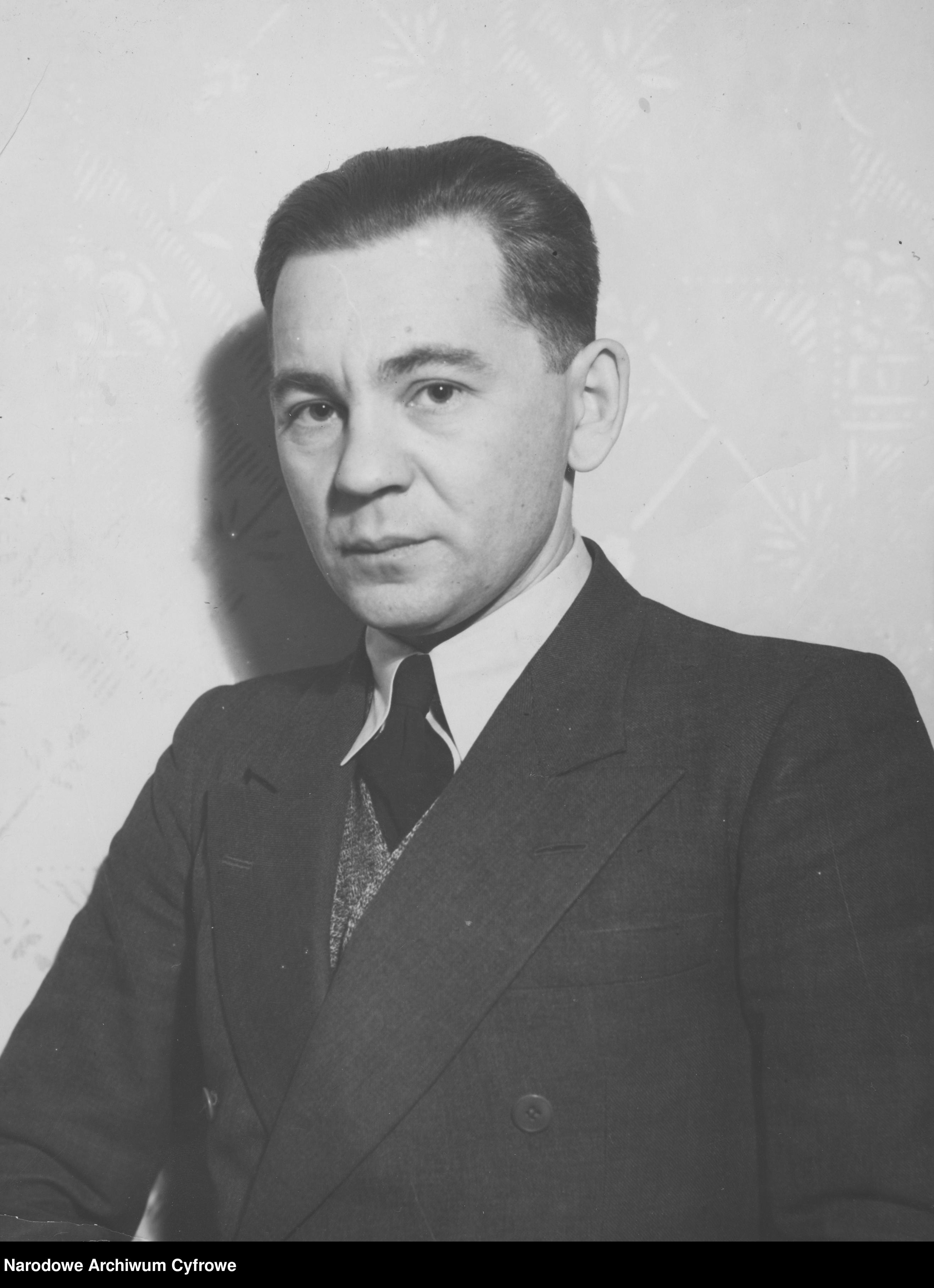
Алі Ісмаїл Воронович

25 липня 1919 року Головнокомандувач призначив головним військовим муллою та представником мусульманської віри в Релігійно-військовому відділі Міністерства військових справмуллу Сінатуллу Хабібулліна.
Через невелику кількість своїх вірян мусульманська віра обслуговувалася допоміжним муллою, який працював мобільним капеланом.
З ініціативи польських татар з 1936 року всіх татар, а згодом і більшість мусульман, почали призивати до 1-го ескадрону 13-го Вільнюського уланського полку. Ескадрон отримав назву «Татарський уланський ескадрон». У 1938 році було призначено єдиного імама в польській армії. Ним став Алі Ісмаїл Воронович. У військово-адміністративних питаннях він підпорядковувався військовому командуванню, а в питаннях релігійної практики — муфтію республіки. Сам Воронович у поясненнях, даних як підозрюваний 12 лютого 1941 року, заявив «Муфтіят розпочав зусилля у Варшаві в Міністерстві військових справ, щоб призначити мене для надання релігійної опіки солдатам татарського ескадрону, що сталося 1 травня 1938 р. Управління некатолицьких релігій Міністерства військових справ було. Польща затвердила мене як контрактного священика для релігійної опіки вояків колишньої польської армії в татарському ескадроні, призначивши мені, згідно з контрактом, 80 злотих на місяць і зобов'язавши один раз на місяць відправляти богослужіння в Новій Вілейці (де перебував ескадрон), а також приймати присяги у прийнятих на службу вояків, що я і виконував з 1938 по липень 1939 року».